# ルーカ・リパーニ
ルーカ・リパーニ（Luca Lipani, 2005年5月18日 - ）は、イタリア・ジェノア出身のサッカー選手。USサッスオーロ・カルチョ所属。ポジションはミッドフィールダー。

## 経歴

### クラブ
2005年5月18日、イタリア・リグーリア州のジェノヴァに生まれ、7歳のときにジェノアCFCの下部組織に加入した。2023年2月25日に行われたセリエB第26節のS.P.A.L.戦で、後半40分からミラン・バデリに代わって出場し17歳でトップチームにデビュー。さらにアディショナルタイムにはエディ・サルセドの得点をアシストし、3-0の勝利に貢献した。
2023年8月8日、セリエAのUSサッスオーロ・カルチョに完全移籍で加入した。加入からおよそ半年後の2024年1月28日に行われた第22節ACモンツァとの試合で、後半途中から交代出場しセリエAにデビューした。

### 代表
2022年5月から6月にかけてイスラエルで開かれたUEFA U-17欧州選手権2022のU-17イタリア代表のメンバーに選出された。チームはグループステージを突破し、続く準々決勝でU-17オランダ代表と対戦。2点を先行される中、リパーニが1点を返したものの、逆転には及ばずベスト8で敗退となった。
2023年5月から6月にかけてアルゼンチンで開催された2023 FIFA U-20ワールドカップのU-20イタリア代表のメンバーに18歳で選出された。チームは決勝まで進んだものの、U-20ウルグアイ代表に敗れ準優勝に終わった。翌7月にはマルタで行われたUEFA U-19欧州選手権2023に臨むU-19イタリア代表にも選出された。準決勝のU-19スペイン代表との試合では勝ち越しゴールを奪うなどして、20年振りの大会制覇に貢献した。

## タイトル
U-19イタリア代表
- UEFA U-19欧州選手権：1回（2023）